# 张维 (明朝宦官)
张维（1538年—1613年），字四维，号范吾，万历时期的御用监太监、尚膳监太监，有一定文学成就，是明代少有的宦官诗人，诗作曾被清代人编入诗集。

## 亲属
- 张仁（父）
- 董氏（母）
- 张经（长兄）
- 张纪（次兄）